# سوئیچ متعادل کننده بار
یک سوئیچ متعادل بار یک معماری سوئیچ است که صد درصد توان عملیاتی را بدون هیچ داوری مرکزی تضمین می کند و هزینه ارسال هر بسته دو بار از طریق نوار متقاطع است. سوئیچ های متعادل بار موضوع تحقیق برای روترهای بزرگ هستند که از نقطه داوری مرکزی عملی گذشته اند.
روترهای اینترنت معمولاً با استفاده از کارت های خط متصل به سوئیچ ساخته می شوند. روترهایی که از پهنای باند کل متوسطی پشتیبانی می کنند ممکن است از یک گذرگاه به عنوان سوئیچ خود استفاده کنند، اما روترهای با پهنای باند بالا معمولاً از نوعی اتصال متقاطع استفاده می کنند. در یک تقاطع، هر خروجی به یک ورودی متصل می شود، به طوری که اطلاعات می توانند به طور همزمان از هر خروجی عبور کنند. میله‌های متقاطع مورد استفاده برای سوئیچینگ بسته معمولاً ده‌ها میلیون بار در ثانیه پیکربندی مجدد می‌شوند. زمانبندی این پیکربندی ها توسط یک داور مرکزی، به عنوان مثال یک داور Wavefront ، در پاسخ به درخواست های کارت های خط برای ارسال اطلاعات به یکدیگر تعیین می شود.
داوری کامل منجر به محدود شدن توان عملیاتی تنها با حداکثر توان خروجی هر ورودی یا خروجی می شود. به عنوان مثال، اگر تمام ترافیکی که به کارت های خط A و B وارد می شود برای کارت خط C باشد، حداکثر ترافیکی که کارت های A و B می توانند با هم پردازش کنند توسط C محدود می شود. نشان داده شده است که داوری کامل به مقادیر زیادی از محاسبات نیاز دارد. بسیار سریعتر از تعداد پورت های روی نوار متقاطع افزایش می یابد. سیستم‌های عملی از اکتشافی‌های داوری ناقص (مانند iSLIP) استفاده می‌کنند که می‌توانند در مدت زمان معقولی محاسبه شوند.
یک سوئیچ متعادل کننده بار به یک سوئیچ متعادل کننده بار مربوط نمی شود، که به نوعی روتر اشاره دارد که به عنوان قسمت جلویی در مزرعه ای از سرورهای وب برای پخش درخواست ها به یک وب سایت واحد در بسیاری از سرورها استفاده می شود.

## معماری پایه
همانطور که در شکل سمت راست نشان داده شده است، یک سوئیچ با بار متعادل دارای N کارت خط ورودی است که هر کدام با نرخ R هستند که هر کدام توسط یک لینک نرخ R/N به N بافر متصل هستند. این بافرها به نوبه خود هر کدام به کارت های خط خروجی N، هر کدام با نرخ R، توسط پیوندهایی با نرخ R/N متصل می شوند. بافرها در مرکز به N صف خروجی مجازی تقسیم می شوند.
هر کارت خط ورودی بسته های خود را به طور مساوی در بافرهای N پخش می کند، کاری که به وضوح می تواند بدون اختلاف انجام دهد. هر بافر این بسته ها را در یک حافظه محلی بافر با نرخ ترکیبی R می نویسد. به طور همزمان، هر بافر بسته هایی را در سر هر صف خروجی مجازی به هر کارت خط خروجی می فرستد، دوباره با نرخ R/N برای هر کارت. کارت خط خروجی می‌تواند به وضوح این بسته‌ها را بدون هیچ اختلافی از خط خارج کند.
هر بافر در یک سوئیچ متعادل بار به عنوان یک سوئیچ حافظه مشترک عمل می کند، و یک سوئیچ متعادل کننده بار اساسا راهی برای افزایش مقیاس سوئیچ حافظه مشترک، به قیمت تاخیر اضافی مرتبط با ارسال بسته ها با نرخ R/N است. دو بار
گروه استنفورد که سوئیچ‌های متعادل بار را بررسی می‌کند، روی پیاده‌سازی‌هایی متمرکز شده است که تعداد بافرها برابر با تعداد کارت‌های خط است. یک بافر روی هر کارت خط قرار می گیرد و دو مش اتصال در واقع مش یکسان هستند و نرخ 2R/N را بین هر جفت کارت خط تامین می کنند. اما معماری اصلی سوئیچ متعادل بار نیازی به قرار دادن بافرها بر روی کارت های خط یا وجود یکسانی بافر و کارت خط ندارد.
یکی از ویژگی‌های جالب سوئیچ متعادل بار این است که، اگرچه برای اتصال هر کارت خط به هر بافر، شبکه مش کارت‌های خط به بافرها مورد نیاز است، اما هیچ الزامی وجود ندارد که مش به عنوان یک میله متقاطع غیر مسدود کننده عمل کند یا اتصالات به هر الگوی ترافیکی پاسخگو باشد. چنین اتصالی بسیار ساده تر از یک میله متقاطع داوری مرکزی است.

## مرتب نگه داشتن بسته ها
گر دو بسته برای خروجی یکسان پشت سر هم به یک کارت خط برسند، به دو بافر مختلف پخش می‌شوند که می‌توانند دو اشغال متفاوت داشته باشند و بنابراین بسته‌ها می‌توانند تا زمانی که به کارت تحویل داده شوند دوباره مرتب شوند. خروجی اگرچه سفارش مجدد قانونی است، اما معمولاً نامطلوب است، زیرا [Control Protocol|TCP] با بسته‌های مرتب‌سازی مجدد به خوبی عمل نمی‌کند.
با افزودن تأخیر و بافر بیشتر، سوئیچ بار متعادل می‌تواند نظم بسته را در جریان‌ها تنها با استفاده از اطلاعات محلی حفظ کند. یکی از این الگوریتم‌ها FOFF است ( قاب‌های کاملا مرتب شده اول ). FOFF از مزایای اضافی حذف هر گونه آسیب پذیری در برابر الگوهای ترافیکی آسیب شناسی و ارائه مکانیزمی برای اجرای اولویت ها برخوردار است.

## پیاده سازی ها

### میله متقاطع تک تراشه به علاوه داور متعادل کننده بار
پروژه Tiny Tera دانشگاه استنفورد یک معماری سوئیچ را معرفی کرد، که حداقل به دو طرح تراشه برای خود پارچه سوئیچینگ (برش میله متقاطع و داور) نیاز داشت. ارتقاء آربیتر برای شامل متعادل‌سازی بار و ترکیب این دستگاه‌ها می‌تواند دارای مزایای قابلیت اطمینان، هزینه و توان عملیاتی باشد.

## روتر جهانی تک
از آنجایی که کارت های خط در یک سوئیچ متعادل بار نیازی به نزدیکی فیزیکی به یکدیگر ندارند، یک پیاده سازی ممکن استفاده از یک شبکه اصلی قاره یا جهانی به عنوان شبکه اتصال و از روترهای اصلی به عنوان "کارت های خط" است. چنین پیاده سازی از افزایش تمام تأخیرها به دو برابر تأخیر انتقال در بدترین حالت رنج می برد. اما چندین مزیت جالب دارد:
- شبکه‌های بسته پشتی بزرگ معمولاً ظرفیت مازاد عظیمی (10 برابر یا بیشتر) برای مقابله با برنامه‌ریزی ظرفیت ناقص، ازدحام و سایر مشکلات دارند. یک ستون فقرات سوئیچ متعادل با بار می تواند صد درصد توان با ظرفیت مازاد فقط 2 برابر، همانطور که در کل سیستم اندازه گیری می شود، ارائه دهد.

- زیربنای شبکه های، بزرگ ستون فقرات معمولاً کانال های نوری هستند که نمی توانند به سرعت سوئیچ شوند. اینها به خوبی به کانال های 2R/N با نرخ ثابت شبکه سوئیچ متعادل کننده بار نگاشت می شوند.
- هیچ جدول مسیری بر اساس اطلاعات تراکم جهانی نیاز به تغییر ندارد، زیرا ازدحام جهانی وجود ندارد.
- تغییر مسیر در صورت خرابی گره، نیازمند تغییر پیکربندی کانال های نوری است. اما مسیر مجدد را می توان از پیش محاسبه کرد (فقط تعداد محدودی گره وجود دارد که ممکن است از کار بیفتد)، و مسیر مجدد باعث ازدحام نمی شود که پس از آن نیاز به تغییرات بیشتر جدول مسیر دارد.

## لینک های خارجی
- متعادل کننده بار بهینه I. Keslassy، C. Chang، N. McKeown و D. Lee

- مقیاس گذاری روترهای اینترنت با استفاده از اپتیک I. Keslassy، S. Chuang، K. Yu، D. Miller، M. Horowitz، O. Solgaard و N. McKeown